# Дикий шёлк
Дикий шёлк — шёлк из природных материалов, который издавна использовался многими странами, хотя масштабы его производства значительно меньше масштабов производства шёлка из коконов специально выращенных шелкопрядов. Дикий шёлк не следует путать с очень редким морским шёлком, который производится из волокон морской раковины благородной пинны (Pinna nobilis) и родственных ей видов. Специально выращенных гусениц тутового шелкопряда Bombyx mori (Linnaeus, 1758), как правило, убивают перед тем, как бабочки вылупятся из куколки и кокона, — прокалывая их иглой или погружая коконы в кипящую воду, чтобы не допустить нарушения целостности нити. Это позволяет соткать гораздо более тонкую шёлковую ткань. В мире насчитывается более 500 видов диких шелкопрядов, но только некоторые из них используются для производства ткани. В отличие от специально культивируемого вида Bombyx mori, дикие шелкопряды производят жёсткий и толстый шёлк. 

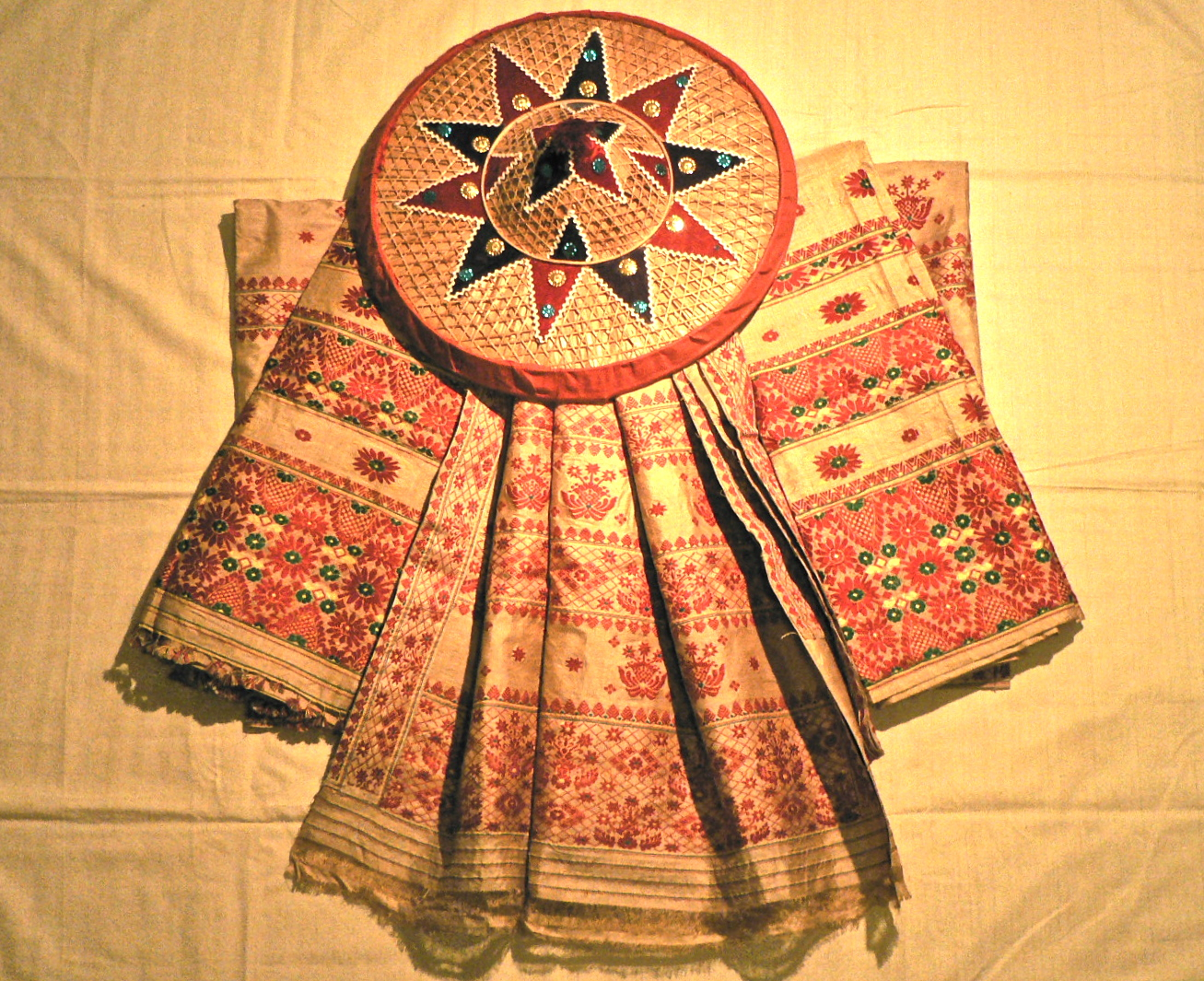
Ткань «ассам». Чадор с шапкой на подкладке из кружевной ткани.

Дикий шёлк, как правило, собирают после того, как бабочка оставила кокон. Во время этого процесса нить перерезается, в результате чего получается не сплошной, как в случае с одомашненными шелкопрядами.
Дикий шёлк, как правило, сложнее отбеливать и красить, в отличие от шёлка Bombyx mori, однако большинство тканей, произведённых дикими шелкопрядами, имеет привлекательные природные расцветки. Особенно ценится золотой блеск шёлка производства шелкопряда Муга из Ассама (гусеницы Antheraea assamensis), чаще известного под названием «Ассам».

## Список некоторых диких шелкопрядов
- Китайская дубовая павлиноглазка (Antheraea mylitta). Используется в шелководстве. Впервые дубового шелкопряда стали разводить более 250 лет назад в Китае. Из его коконов получают шёлк, который идёт на изготовление чесучи. Получаемая из кокона нить толстая, высокопрочная, обладает хорошей пышностью.

В СССР дубового шелкопряда разводили с 1937 года по 1957 год в Чувашской АССР, к 1957 году советская промышленность освоила выработку искусственного шёлка и в СССР стали упразднять учреждения, занимающиеся разведением дубового шелкопряда.
- Anisota senatoria
- Antheraea assamensis : Cinnamomum spp., Laurus spp., etc. : Muga
- Antheraea paphia : Anogeissus latifolia, Terminalia tomentosa, Terminalia arjuna, Lagerstroemia parviflora, Madhuca indica : Tussah
- Antheraea pernyi
- Antheraea polyphemus
- Antheraea yamamai : Quercus spp., etc. : Tensan
- Automeris io
- Bombyx mandarina
- Bombyx mori : Morus alba : Sericum
- Bombyx sinensis
- Callosamia promethea
- Gonometa postica
- Gonometa rufobrunnae : Colophospermum mopane
- Hyalophora cecropia
- Lasiocampa otus : Cupressus sempervirens, Pistacia atlantica, Fraxinus spp., Quercus spp. : Coum? Amorginum?
- Samia cynthia : Ailanthus altissima
- Samia cynthia ricini : Ricinus communis : Eri